# Paulo Sérgio Bento Brito
Paulo Sérgio Bento Brito (Estremoz, Portugal, 19 de febrero de 1968) es un exfutbolista y entrenador portugués. Actualmente dirige al Al-Okhdood de la Liga Profesional Saudí.

## Carrera como jugador
Nacido en Estremoz, región del Alentejo, Paulo Sérgio desarrolló su carrera futbolística principalmente como suplente, al menos en la Primeira Liga. Durante 17 temporadas profesionales, representó a CD Olivais e Moscavide, U.D. Vilafranquense, C.F. Os Belenenses - su período más estable, ayudando al de Lisboa el club de meta en segunda posición en la  segundo nivel en 1992 con un récord personal de ocho objetivos, con la consiguiente promoción - FC Paços de Ferreira (su mejor año en la máxima categoría llegó al mismo tiempo en este club, anotando cinco goles en 26 partidos en la temporada 1993-94, a pesar de que 14 de ellos provenía de la banco, ya que el club fue relegado al final), SC Salgueiros,  Vitória de Setúbal, CD Feirense, C.D. Santa Clara, G.D. Estoril Praia y SC Olhanense.

## Carrera como entrenador

### Portugal
Después de retirarse en 2003, Paulo Sérgio asumió como entrenador, su primera experiencia de estar con su último club, Olhanense, durante tres temporadas, sino que logró junto a otro exequipo, Azores de Santa Clara.
Su primera estancia en la primera división se produjo en la Temporada 2008-09, con otro club como futbolista, Paços de Ferreira. Sin embargo, el 14 de octubre de 2009, se fue a  Vitória de Guimarães para tomar el lugar del despedido Nelo Vingada, la firma hasta el 2011.
A finales de abril de 2010, Sergio llegó a un acuerdo para tener éxito Carlos Carvalhal a la cabeza de Sporting Clube de Portugal, a partir del mes de julio. tras derrotar a FC Nordsjælland de Dinamarca en la Copa de la UEFA, hizo su debut en la liga el 14 de agosto, sufrir una derrota 0-1 en Paços ante su antiguo club.
El 26 de febrero de 2011, después de una derrota en casa 0-2 contra el SL Benfica en la liga, y UEFA Europa League en las manos de  Rangers, con el Sporting también fuera de la Copa de Portugal y al final FC Porto por 26 puntos en la Liga, el contrato de Sergio se dio por terminado mutuamente.

### Heart of Midlothian
Sergio fue nombrado entrenador del Heart of Midlothian el 2 de agosto de 2011, tras la retirada de su predecesor Jim Jefferies en el día anterior. En octubre, el equipo retiró a su personal de todos los eventos de los medios de comunicación en protesta por lo que se llama en frente de la Asociación Escocesa de Fútbol a partir de sus observaciones acerca del árbitro Iain Brines después de una derrota en contra de  Ayr United al mes siguiente; también fue enviado a las gradas de la disidencia durante un juego contra Kilmarnock después de que Ian Black fuera expulsado y Mario Žaliūkas cometió una falta sobre Paul Heffernan, lo que permitió a Dean Shiels marcar el único gol del juego desde el Tiro penal.
El 19 de mayo de 2012, obtuvo la Copa de Escocia tras una victoria por 5-1 sobre el Hibernian, otro equipo de Edimburgo.No obstante, días más tarde, rechazó una nueva oferta de contrato y se marchó del club el 7 de junio.

### CFR Cluj
El 28 de octubre de 2012, asumió al frente del CFR Cluj de Rumania, después de que el equipo de la Liga I no lograra llegar a un acuerdo con su compatriota Sérgio Conceição.Durante su estancia, consiguió llevar al equipo a los octavos de final de la Europa League, pero el año 2013 empezó mal, con siete partidos consecutivos sin ganar, por lo que fue despedido el 13 de abril.

### APOEL
El 20 de mayo de 2013, firmó un contrato de un año con el APOEL.El 17 de agosto, ganó su primer trofeo con su nuevo club, tras una victoria por 1-0 sobre el Apollon Limassol en la Supercopa.El 4 de octubre, fue despedido de su cargo después de conseguir solo tres victorias en 11 partidos.

### Académica
El 31 de mayo de 2014, fue anunciado como entrenador de la Académica de Coimbra.Sin embargo, el 14 de febrero de 2025, dejó su cargo tras una serie de malos resultados.

### Etapa en Medio Oriente
En junio de 2016, fue contratado por el Dibba Al-Fujairah.Fue despedido el 10 de diciembre, después de obtener cinco puntos sin victorias en los primeros 11 partidos de la UAE Pro League e inmediatamente después de una derrota por 8-0 ante Al-Wasl.
En junio de 2018, asumió como técnico del Sanat Naft.Durante su etapa en el club iraní, llevó al equipo al octavo lugar en la Pro League, y al final de la campaña fue contratado por Al-Taawoun donde culpó a las sanciones estadounidenses contra Irán por dificultar su trabajo anterior.En diciembre de 2019, se marchó del equipo saudí después de la eliminación en la Copa del Rey de Campeones.

### Portimonense
En febrero de 2020, se convirtió en entrenador del Portimonense, penúltimo en la campaña de la primera división portuguesa.Si bien el club culminó en puestos de descenso,el Vitória Setúbal terminó siendo relegado a la Segunda Liga por cuestiones administrativas.El 3 de junio de 2024, tras el descenso en los playoffs con una derrota global de 4-2 ante AVS Futebol SAD, presentó su renuncia al cargo.

### Al-Okhdood
En febrero de 2025, fue anunciado como técnico del Al-Okhdood hasta el final de la temporada. Luego de salvar al club del descenso, su contrato fue extendido por un año más.

## Clubes

### Como jugador
| Club                 | País     | Año       |
| -------------------- | -------- | --------- |
| CD Olivais Moscavide | Portugal | 1986-1987 |
| Vilafranquense       | Portugal | 1987-1988 |
| Belenenses           | Portugal | 1988-1993 |
| Paços de Ferreira    | Portugal | 1993-1994 |
| Salgueiros           | Portugal | 1994-1995 |
| Vitória Setúbal      | Portugal | 1995-1997 |
| Feirense             | Portugal | 1997      |
| Santa Clara          | Portugal | 1997-1998 |
| Grenoble Foot        | Francia  | 1998-1999 |
| Estoril              | Portugal | 1999-2001 |
| Olhanense            | Portugal | 2001-2003 |

### Como entrenador
| Club                 | País           | Año           |
| -------------------- | -------------- | ------------- |
| Olhanense            | Portugal       | 2003-2006     |
| Santa Clara          | Portugal       | 2006-2008     |
| Beira-Mar            | Portugal       | 2008          |
| Paços de Ferreira    | Portugal       | 2008-2009     |
| Vitória Guimarães    | Portugal       | 2009-2010     |
| Sporting de Lisboa   | Portugal       | 2010-2011     |
| Heart of Midlothian  | Escocia        | 2011-2012     |
| CFR Cluj             | Rumania        | 2012-2013     |
| APOEL FC             | Chipre         | 2013          |
| Académica de Coimbra | Portugal       | 2014-2015     |
| Dibba Al-Fujairah    | EAU            | 2016-2017     |
| Sanat Naft           | Irán           | 2018-2019     |
| Al-Taawoun           | Arabia Saudita | 2019          |
| Portimonense         | Portugal       | 2020-2024     |
| Al-Okhdood           | Arabia Saudita | 2025-presente |

## Palmarés

### Como jugador

#### Campeonatos nacionales
| Título           | Club       | País     | Año     |
| ---------------- | ---------- | -------- | ------- |
| Copa de Portugal | Belenenses | Portugal | 1988-89 |

### Como entrenador

#### Campeonatos nacionales
| Título              | Club                | País    | Año     |
| ------------------- | ------------------- | ------- | ------- |
| Copa de Escocia     | Heart of Midlothian | Escocia | 2011-12 |
| Supercopa de Chipre | APOEL FC            | Chipre  | 2013    |